# Avangnâmioĸ
Avangnâmioĸ [aˌvaˈnːaːmiɔq] („Nordgrönländer“) war eine grönländische Zeitung. Sie erschien von 1913 bis 1958.

## Geschichte
Die Atuagagdliutit war die erste grönländische Zeitung und erschien seit 1861. Wegen der schlechten Transportverbindungen erreichte die im südgrönländischen Nuuk gedruckte Atuagagdliutit Nordgrönland nur unter Schwierigkeiten. Der nordgrönländische Inspektor Jens Daugaard-Jensen bat 1909 um die Einrichtung einer Buchdruckerei in Nordgrönland, um den Landesteil mit einer eigenen Zeitung versorgen zu können. 1913 erschien die Avangnâmioĸ zum ersten Mal, aber erst 1914/15 erhielt Qeqertarsuaq ein eigenes Druckereigebäude. Sie erhielt den Untertitel Avîse tamalânik tusagagssalik („Zeitung mit Neuigkeiten aus allen Bereichen“). Im Gegensatz zum mehr auf Unterhaltung und Information ausgelegten Inhalt der Atuagagdliutit fungierte die Avangnâmioĸ zu einem höheren Grad als Debattenforum durch Leserbriefe und wurde dadurch sehr beliebt in der Bevölkerung. Wie die Atuagagdliutit damals erschien die Avangnâmioĸ ebenfalls nur einmal monatlich und erreichte die meisten Leser nur einmal jährlich als gesammelte Jahresausgabe. 1950 wurden Nord- und Südgrönland vereinigt und deswegen beschlossen, dass Grönland fortan auch nur noch durch eine landesweite Zeitung repräsentiert sein sollte. Die Avangnâmioĸ erschien deshalb zum letzten Mal im Dezember 1958 und Nordgrönland wurde fortan durch eine Lokalredaktion in Aasiaat innerhalb der Atuagagdliutit repräsentiert.